# رضا خرشوش
رضا خرخوش (بالفرنسية: Reda Kharchouch)‏ مواليد 27 أغسطس 1995 في أمستردام، هو لاعب كرة قدم هولندي من أصول مغربية احترف سابقاً في دوري الدرجة الأولى السعودي مع نادي البكيرية ونادي هجر كمهاجم.

## روابط خارجية
- رضا خرشوش على موقع قاعدة بيانات كرة القدم.إي يو (الإنجليزية)
- رضا خرشوش على موقع Soccerway.com (الإنجليزية)